# قلعه مرندیز
قلعه مرندیز مربوط به اواخر دوره صفوی - اوایل دوره قاجار است و در شهرستان بجستان، روستای مرندیز واقع شده و این اثر در تاریخ ۱۶ اسفند ۱۳۸۴ با شمارهٔ ثبت ۱۴۳۲۳ به‌عنوان یکی از آثار ملی ایران به ثبت رسیده‌است.